# Gufran Ali Ibrahim
Gufran Ali Ibrahim (ur. 28 września 1963 w Ngofagita/Waigitang) – indonezyjski lingwista, badacz języków papuaskich i austronezyjskich; profesor Universitas Khairun w Ternate.
Jego działalność wiąże się z socjolingwistyką i językami etnicznymi w Indonezji (zwłaszcza w północnej części Moluków i na wyspie Sulawesi). Zajmuje się m.in. problematyką żywotności języków lokalnych i ich rewitalizacji. Tematyce tej poświęcił książkę zatytułowaną Metamorfosa Sosial dan Kepunahan Bahasa (2009). Prowadził badania nad językami ternate, galela, gorap, tae’ i duri.
Ukończył język i literaturę indonezyjską na uczelni Institut Keguruan dan Ilmu Pendidikan (IKIP) w Manado (licencjat w 1988 r.). Następnie studiował językoznawstwo na Universitas Hasanuddin (magisterium w 1992 r., doktorat w 2002 r.). W latach 2009–2013 był rektorem Universitas Khairun.
W 2015 roku objął funkcję kierownika Pusat Pembinaan (centrum kultywacji języka), jednostki podległej instytucji Badan Pengembangan dan Pembinaan Bahasa.
Pisze wiersze pod pseudonimem Ibrahim Gibra. Wydał antologię poezji.
Jest użytkownikiem języka makian wschodniego (taba).